# Santa Rosalia ai Quattro Coronati

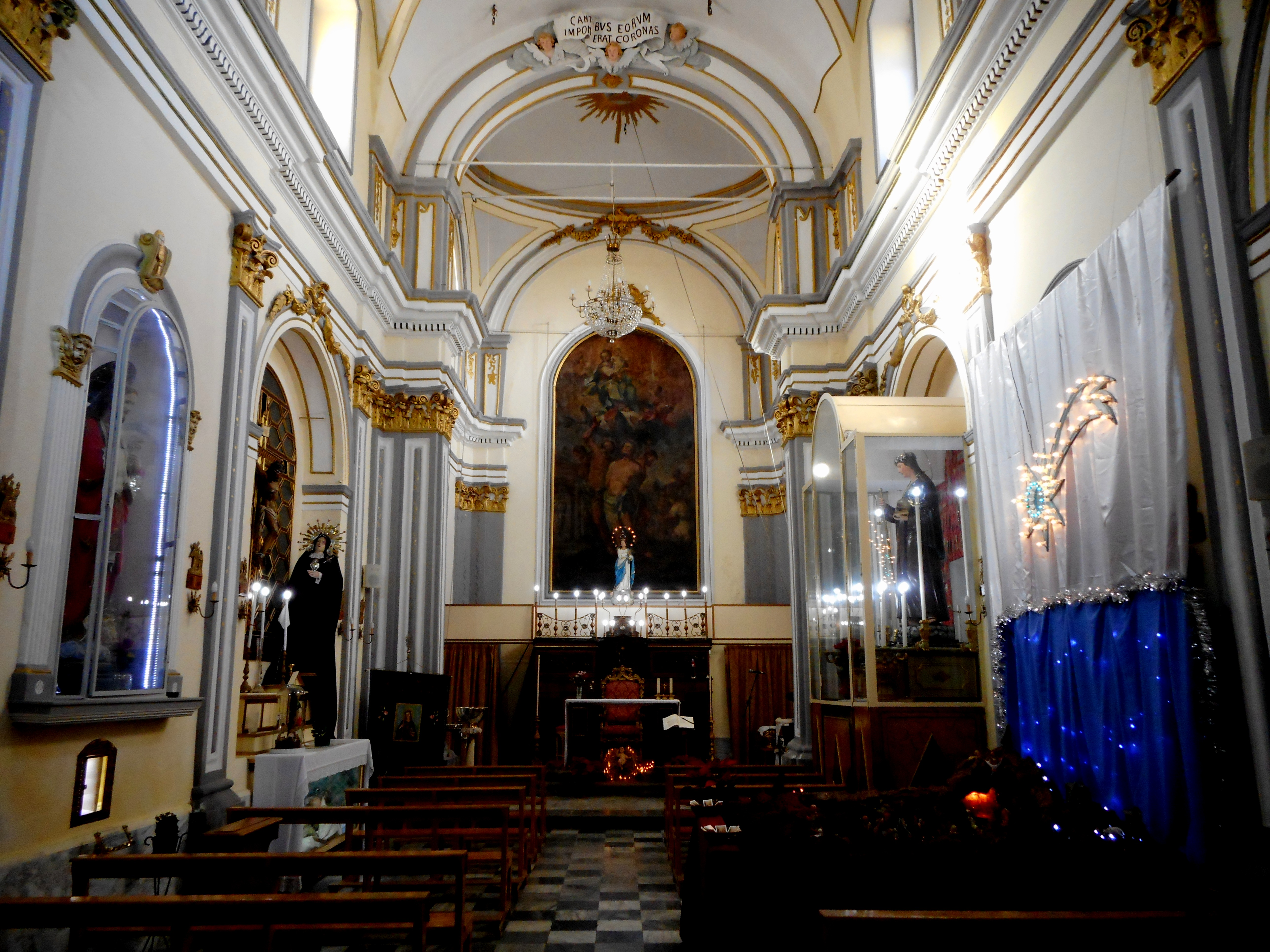
Kirchenschiff, Chor und Hauptaltar

Santa Rosalia ai Quattro Coronati ist ein Kirchengebäude in Palermo, das der heiligen Rosalia und den Vier Gekrönten geweiht ist.

## Baugeschichte
Die im Ortsteil Capo gelegene Kirche wurde von der Compagnia dei Quattro Coronati in Auftrag gegeben. 1690 war der Bau vollendet.

## Baubeschreibung
Einzige Schmuckelemente der äußerst schlichten Fassade sind der stark vorkragende, von Voluten getragene gesprengte Segmentgiebel und das leicht gekröpfte Kranzgesims, das die Hauptfassade von Giebel trennt.
Das Innere der einschiffigen Kirche mit Seitenkapellen wird durch Pilaster gegliedert, deren Palmetten geschmückte Kapitelle ein umlaufendes, stark gekröpftes Gesims tragen. Fenster und Stützpfeiler der Gurtbögen sind mit Ornamenten des Rokoko geschmückt.

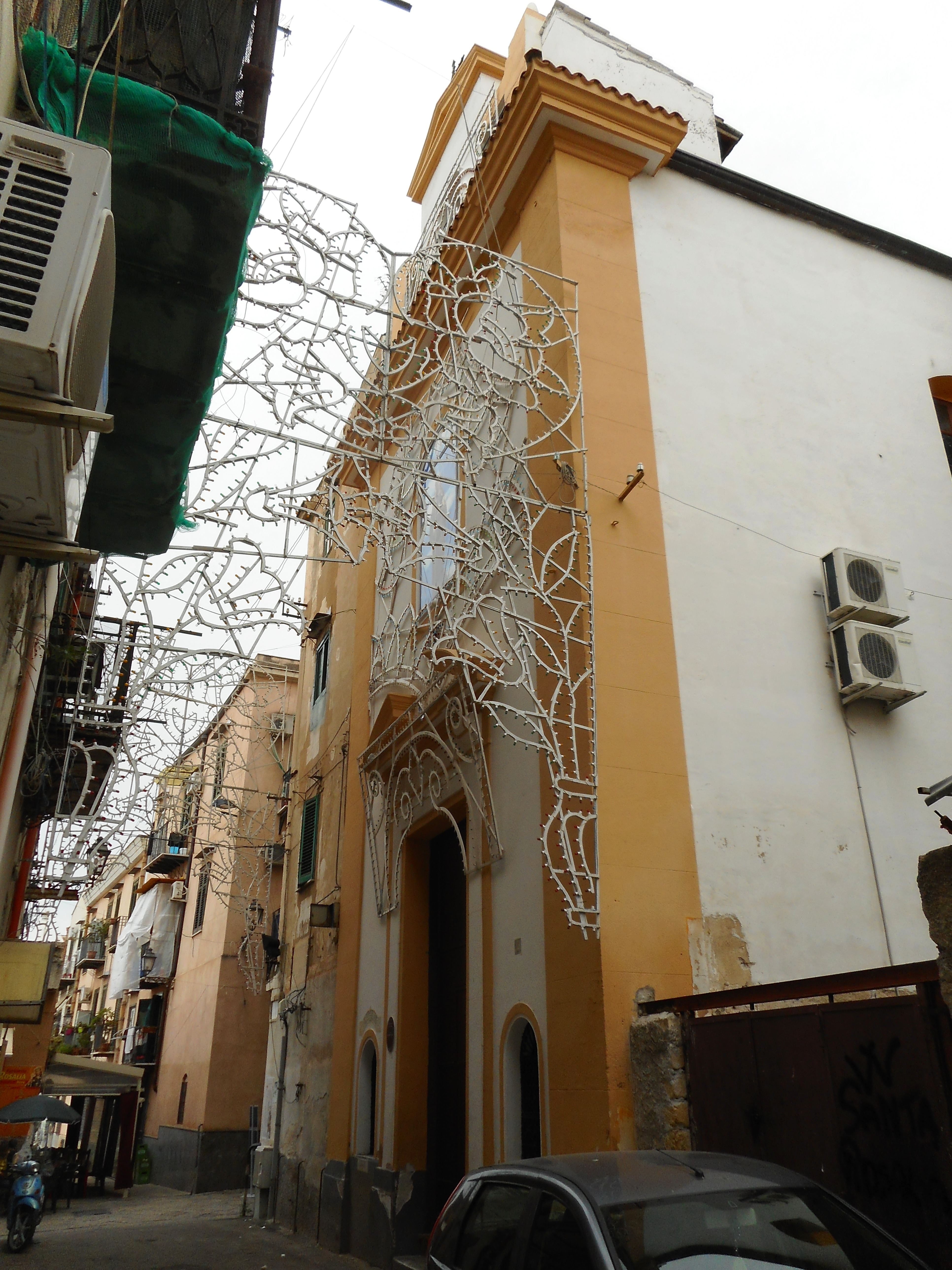
Santa Rosalia ai Quattro Coronati

## Ausstattung
- Tafelbild „Verkündigung“ (unbekannter Meister, 1. Hälfte des 18. Jahrhunderts)
- Gemälde „Santa Rosalia“ von Vincenzo La Barbera (1577–1647)
- Gemälde “Madonna, Kind mit heiligem Kapuziner” von Elia Interguglielmi
- Hölzernes, polychrom gefasstes Kruzifix (19. Jahrhundert)
- Mehrere Bilder unbekannter Maler in der Sakristei